# کوه پالاس
کوه پالاس (انگلیسی: Pallas Mountain) یک کوه در سرزمین زابایکالسکی کشور روسیه است.